# Улица Клочкова (Москва)
Улица Клочко́ва (с 1960 года до 11 августа 1962 года — Сове́тская улица (Кунцево)) — улица в Западном административном округе Москвы на территории района Фили-Давыдково.

## История
Улица получила современное название в память о В. Г. Клочкове (1911—1941), одном из 28 героев-панфиловцев. С момента включения территории города Кунцево в состав Москвы в 1960 году до 11 августа 1962 года носила название Советская улица (Кунцево).

## Расположение
Улица Клочкова проходит от транспортной развязки Кутузовского проспекта, Аминьевского, Можайского и Рублёвского шоссе на север параллельно Рублёвскому шоссе. С запада к ней примыкает улица Красных Зорь. Улица Клочкова проходит далее до улицы Алексея Свиридова и путей и станции Кунцево I Белорусского (Смоленского) направления Московской железной дороги. Нумерация домов начинается от Кутузовского проспекта.

## Транспорт

### Наземный транспорт
По улице не проходят маршруты наземного общественного транспорта. У южного конца улицы, на Кутузовском проспекте, расположена остановка «Улица Клочкова» автобусов 103, 139, 157, 157к, 231, 622, 818, 840, Sk2, н2 ; западнее улицы — остановки «МЦД Кунцевская» автобусов 11, 45, 178, 190, 205, 236, 275, 464, 610, 612, 688, 733, 733к (на Рублёвском шоссе), автобусов 178, 205, 275 (на улице Красных Зорь).

### Метро
Станция метро «Кунцевская» Арбатско-Покровской и Филёвской линий и станция метро «Кунцевская» Большой кольцевой линии (соединены переходом) — северо-западнее улицы, на пересечении Рублёвского шоссе с Молдавской и Малой Филёвской улицами.

### Железнодорожный транспорт
Платформа Кунцевская Белорусского (Смоленского) направления МЖД — у северного конца улицы, между улицей Алексея Свиридова, улицей Ивана Франко и Рублёвским шоссе.

## Известные жители
- В д. 8 проживает российская популярная актриса сериалов Татьяна Орлова.[источник не указан 4235 дней]